# نینگهوا
نینگهوا (به لاتین: Ninghua County) یک شهرستان در جمهوری خلق چین است که در سانمینگ واقع شده‌است.

## خصوصیات
نینگهوا ۲٬۳۸۱ کیلومترمربع مساحت دارد.